# Santiago Cañete
Santiago Cañete Pastor (ur. 21 lutego 1939 w Hellín) – hiszpański zapaśnik walczący w stylu klasycznym. Olimpijczyk z Rzymu 1960, gdzie zajął 27. miejsce w kategorii do 57 kg.

## Letnie Igrzyska Olimpijskie 1960
| Konkurencja          | Rundy eliminacyjne     | Klas. końcowa |
| Konkurencja          | Przeciwnik I           | Miejsce       |
| -------------------- | ---------------------- | ------------- |
| 57 kg styl klasyczny | Michel Nakouzi (LIB) P | 27.           |